# Futsal Club Forcom Antwerp
Il Futsal Club Forcom Antwerp è stata una squadra belga di calcio a 5 con sede ad Anversa.

## Storia
La società venne fondata nel 1974 come "Sparta Merksem"; divenne in seguito "Transport Lauwers Ranst" e "TLR Antwerpen 2000" finché nel 2004 assunse la denominazione "Forcom Antwerp". Nel suo palmarès sono presenti due coppe nazionali vinte nel 2000 e nel 2003 ma soprattutto il campionato vinto nel 2006-07 ai danni dell'Action 21 Charleroi. Nel maggio del 2007 la società unì le forze con il Borgerhout per dare vita al FT Anversa.

## Rosa 2006-2007
|   | Naz.    | Nome                   | Soprannome  | Ruolo    |
| - | ------- | ---------------------- | ----------- | -------- |
| - | Brasil  | David Morant           | MORANT      | Portiere |
| - | Bélgica | Ilyas El Haoual        | ILYAS       | -        |
| - | Bélgica | Kurt Gessner           | GESSNER     | -        |
| - | Olanda  | Dick Hulshorst         | HULSHORST   | -        |
| - | Bélgica | Mustapha Harram        | HARRAM      | -        |
| - | Olanda  | Abdellah Idlaasri      | APPIE       | -        |
| - | Bélgica | Karim Bachar           | KARIM       | -        |
| - | Belgio  | Karim Bali             | BALI        | -        |
| - | Bélgica | Kevin Verschueren      | VERSCHUEREN | -        |
| - | Belgio  | Hicham Salah           | HICHAM      | -        |
| - | Bélgica | Yannick Anthone        | ANTHONE     | -        |
| - | Bélgica | Kristov Van Humskerken | -           | -        |
| - | Bélgica | Carmelo Nieddu         | NIEDDU      | Portiere |

Allenatore:   Geert Mestdagh

## Palmarès
- Campionato belga: 1
2006-07
- Coppa del Belgio: 1
1999-00, 2002-03